# LTR ретротранспозон

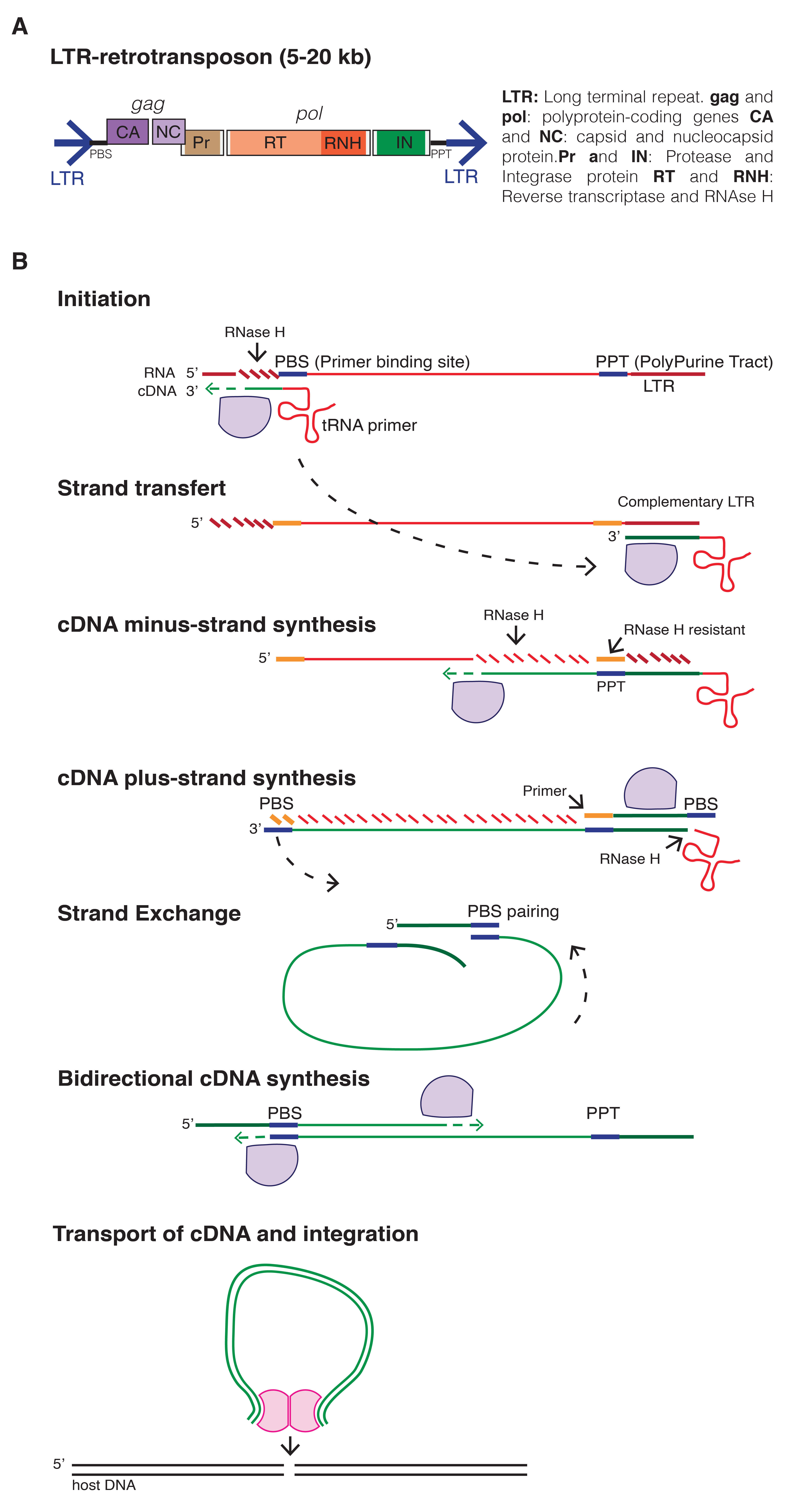
А. Генетическая структура LTR-ретротранспозонов (gypsy-тип). Б. Механизм ретротранспозиции, происходящей внутри вирусоподобных частиц в цитоплазме. Обратная транскрипция инициируется в сайте связывания праймеров тРНК хозяина (PBS), расположенном непосредственно ниже 5’LTR. Вновь синтезированную копию кДНК с минус-цепью 5’LTR затем переносят в 3’LTR и используют в качестве праймера для обратной транскрипции всей последовательности с минус-цепью. Затем полипуриновый тракт, устойчивый к РНКазе Н, служит в качестве праймера для синтеза плюс-цепи 3’LTR и комплементарного PBS. Затем вновь синтезированный PBS с положительной цепью связывается с уже синтезированным PBS с отрицательной цепью, и в конечном итоге образуется двухцепочечная кДНК. Затем двухцепочечная кДНК переносится в ядро с помощью белков-интеграз, и новая копия интегрируется в геном.

Ретротранспозоны LTR представляют собой мобильный элемент класса I, характеризующийся наличием длинных концевых повторов (LTR), непосредственно фланкирующих внутреннюю кодирующую область. Как ретротранспозоны, они мобилизуются посредством обратной транскрипции своей мРНК и интеграции вновь созданной кДНК в другое место. Их механизм ретротранспозиции аналогичен ретровирусам, с той разницей, что большинство LTR-ретротранспозонов не образуют инфекционных частиц, которые покидают клетки и, следовательно, реплицируются только внутри своего генома. Те, которые действительно (иногда) образуют вирусоподобные частицы, классифицируются как Ortervirales .
Их размер колеблется от нескольких сотен пар оснований до 25 т.п.н., например ретротранспозон Ogre в геноме гороха.
В геномах растений ретротранспозоны LTR представляют собой основной класс повторяющихся последовательностей, например, составляющий более 75 % генома кукурузы. Ретротранспозоны LTR составляют около 8 % генома человека и примерно 10 % генома мыши.

## Структура и распространение
Ретротранспозоны LTR имеют прямые длинные терминальные повторы, размер которых варьируется от ~ 100 п.н. до более 5 т.п.н. Ретротранспозоны LTR далее подразделяются на группы, подобные Ty1- copia (Pseudoviridae), Ty3- gypsy -подобные (Metaviridae) и BEL-Pao-подобные (Belpaoviridae), на основании степени сходства их последовательностей и порядка кодирования. генные продукты. Ty1- copy и Ty3- gypsy группы ретротранспозонов обычно обнаруживаются в большом числе копий (до нескольких миллионов копий на гаплоидное ядро) в геномах животных, грибов, простейших и растений. BEL-Pao-подобные элементы до сих пор были обнаружены только у животных.
Все функциональные LTR-ретротранспозоны кодируют как минимум два гена, gag и pol, которых достаточно для их репликации. Gag кодирует полипротеин с капсидом и нуклеокапсидным доменом. Белки Gag образуют в цитоплазме вирусоподобные частицы, внутри которых происходит обратная транскрипция. Ген Pol продуцирует три белка: протеазу (PR), обратную транскриптазу, снабженную доменами RT (обратная транскриптаза) и РНКазы H, и интегразу (IN).
Обычно мРНК LTR-ретротранспозона продуцируются РНК-хозяином pol II, действующим на промотор, расположенный в их 5'-LTR. Гены Gag и Pol кодируются одной и той же мРНК. В зависимости от вида хозяина для экспрессии двух полипротеинов можно использовать две разные стратегии: слияние в единую открытую рамку считывания (ORF), которая затем расщепляется, или введение сдвига рамки между двумя ORF. Случайный сдвиг рамки считывания рибосом позволяет продуцировать оба белка, при этом гарантируя, что будет произведено гораздо больше белка Gag для образования вирусоподобных частиц.
Обратная транскрипция обычно инициируется на короткой последовательности, расположенной непосредственно ниже 5'-LTR и называемой сайтом связывания праймера (PBS). Специфические тРНК хозяина связываются с PBS и действуют как праймеры для обратной транскрипции, которая происходит в сложном и многоступенчатом процессе, в конечном итоге образуя двухцепочечную молекулу кДНК. кДНК, наконец, интегрируется в новое место, создавая короткие TSD (дупликации сайта-мишени) и добавляя новую копию в геном хозяина.

## Типы

### Ty1-copia
Ретротранспозоны Ty1-copia широко распространены у видов, начиная от одноклеточных водорослей и заканчивая мохообразными, голосеменными и покрытосеменными растениями. Они кодируют четыре белковых домена в следующем порядке: протеаза, интеграза, обратная транскриптаза и рибонуклеаза H.
Существуют по крайней мере две системы классификации для подразделения ретротранспозонов Ty1 -copy на пять линий: Sireviruses/Maximus, Oryco/Ivana, Retrofit/Ale, TORK (подразделяется на Angela/Sto, TAR/Fourf, GMR/Tork), и Bianca.
Sireviruses/Maximus ретротранспозоны содержат дополнительный предполагаемый оболочечный ген. Эта линия названа в честь элемента-основателя SIRE1 в геноме Glycine max и позже была описана у многих видов, таких как Zea mays, Arabidopsis thaliana, Beta vulgaris, и Pinus pinaster. Сиревирусы растений многих секвенированных геномов растений обобщены в базе данных MASIVEdb Sirevirus.

### Ty3-gypsy
Ретротранспозоны Ty3-gypsy широко распространены в царстве растений, включая как голосеменные, так и покрытосеменные растения. Они кодируют как минимум четыре белковых домена в следующем порядке: протеаза, обратная транскриптаза, рибонуклеаза H и интеграза. На основании структуры, наличия/отсутствия специфических белковых доменов и консервативных мотивов белковой последовательности их можно разделить на несколько клонов:
Эррантивирусы содержат дополнительную дефектную ORF оболочки, сходную с геном ретровирусной оболочки. Впервые описанные как Athila-элементы в Arabidopsis thaliana, они были позже идентифицированы во многих видах, таких как Glycine max и Beta vulgaris.
Хромовирусы содержат дополнительный хромодомен (домен модификатора организации хроматин) на С-конце их белка интегразы. Они широко распространены у растений и грибов, вероятно, сохранив белковые домены в ходе эволюции этих двух царств. Считается, что хромодомен направляет интеграцию ретротранспозонов в определённые сайты-мишени. По последовательности и структуре хромодомена хромовирусы подразделяются на четыре клады CRM, Tekay, Reina и Galadriel. Хромовирусы из каждой клады обнаруживают отличительные паттерны интеграции, например, в центромеры или в гены рРНК.
Ogre-элементы представляют собой гигантские ретротранспозоны Ty3- gypsy, достигающие длины до 25 т.п.н. Ogre-элементы были впервые описаны у Pisum sativum.
Метавирусы описывают обычные ретротранспозоны Ty3- gypsy, которые не содержат дополнительных доменов или ОРС.

### BEL/pao
Семейство BEL/pao встречается у животных.

### Эндогенные ретровирусы (ERV)
Хотя ретровирусы часто классифицируют отдельно, они имеют много общего с ретротранспозонами LTR. Основное различие с ретротранспозонами Ty1-copia и Ty3-gypsy заключается в том, что ретровирусы имеют белок оболочки (ENV). Ретровирус может быть трансформирован в ретротранспозон LTR путем инактивации или делеции доменов, обеспечивающих внеклеточную мобильность. Если такой ретровирус инфицирует и впоследствии внедряется в геном клеток зародышевой линии, он может передаваться вертикально и становиться эндогенным ретровирусом.

### Терминальные повторяющиеся ретротранспозоны в миниатюре (TRIM)
У некоторых ретротранспозонов LTR отсутствуют все их кодирующие домены. Из-за их небольшого размера они называются терминальными повторяющимися ретротранспозонами в миниатюре (TRIM). Тем не менее, TRIM могут быть способны к ретротранспозиции, так как они могут полагаться на кодирующие домены автономных ретротранспозонов Ty1-copia или Ty3-gypsy. Среди TRIM исключительную роль играет семейство Cassandra, так как оно необычайно широко распространено среди высших растений. В отличие от всех других охарактеризованных TRIM, элементы Cassandra содержат промотор 5S рРНК в своей последовательности LTR. Из-за их небольшой общей длины и относительно большого вклада фланкирующих LTR, TRIM склонны к перегруппировке путем рекомбинации.

## Использованная литература
1. ↑  Baucom, RS (November 2009). Exceptional diversity, non-random distribution, and rapid evolution of retroelements in the B73 maize genome. PLOS Genetics. 5 (11): e1000732. doi:10.1371/journal.pgen.1000732. PMID 19936065.{{cite journal}}:  Википедия:Обслуживание CS1 (не помеченный открытым DOI) (ссылка)
2. ↑  Long terminal repeat retrotransposons of Mus musculus. Genome Biol. 5 (3): R14. 2004. doi:10.1186/gb-2004-5-3-r14. PMID 15003117.{{cite journal}}:  Википедия:Обслуживание CS1 (не помеченный открытым DOI) (ссылка)
3. ↑  The Sinbad retrotransposon from the genome of the human blood fluke, Schistosoma mansoni, and the distribution of related Pao-like elements. BMC Evol. Biol. 5 (1): 20. 2005. doi:10.1186/1471-2148-5-20. PMID 15725362.{{cite journal}}:  Википедия:Обслуживание CS1 (не помеченный открытым DOI) (ссылка)
4. 1 2  Thomas Wicker, François Sabot, Aurélie Hua-Van, Jeffrey L. Bennetzen, Pierre Capy. A unified classification system for eukaryotic transposable elements (англ.) // Nature Reviews Genetics. — 2007-12. — Vol. 8, iss. 12. — P. 973–982. — ISSN 1471-0064 1471-0056, 1471-0064. — doi:10.1038/nrg2165. Архивировано 2 августа 2022 года.
5. ↑  Sandmeyer, Suzanne B (2010). Function of a retrotransposon nucleocapsid protein. RNA Biology. 7 (6): 642–654. doi:10.4161/rna.7.6.14117. ISSN 1547-6286. PMID 21189452.
6. ↑  GAO, XIANG (December 2003). Translational recoding signals between gag and pol in diverse LTR retrotransposons. RNA. 9 (12): 1422–1430. doi:10.1261/rna.5105503. ISSN 1355-8382. PMID 14623998.
7. ↑  What is Transposon's Target Site Duplication (TSD)? (22 мая 2019). Дата обращения: 21 августа 2022. Архивировано 11 июня 2021 года.
8. ↑  Wicker, T (July 2007). Genome-wide comparative analysis of copia retrotransposons in Triticeae, rice, and Arabidopsis reveals conserved ancient evolutionary lineages and distinct dynamics of individual copia families. Genome Research. 17 (7): 1072–81. doi:10.1101/gr.6214107. PMID 17556529.
9. ↑  Llorens, C (2 ноября 2009). Network dynamics of eukaryotic LTR retroelements beyond phylogenetic trees. Biology Direct. 4: 41. doi:10.1186/1745-6150-4-41. PMID 19883502.{{cite journal}}:  Википедия:Обслуживание CS1 (не помеченный открытым DOI) (ссылка)
10. ↑  Laten, HM (9 июня 1998). SIRE-1, a copia/Ty1-like retroelement from soybean, encodes a retroviral envelope-like protein. Proceedings of the National Academy of Sciences of the United States of America. 95 (12): 6897–902. Bibcode:1998PNAS...95.6897L. doi:10.1073/pnas.95.12.6897. PMID 9618510.
11. ↑  Bousios, A (February 2012). The turbulent life of Sirevirus retrotransposons and the evolution of the maize genome: more than ten thousand elements tell the story. The Plant Journal. 69 (3): 475–88. doi:10.1111/j.1365-313x.2011.04806.x. PMID 21967390.
12. ↑  Kapitonov, VV (1999). Molecular paleontology of transposable elements from Arabidopsis thaliana. Genetica. 107 (1–3): 27–37. doi:10.1023/a:1004030922447. PMID 10952195.
13. ↑  Weber, B (February 2010). The Ty1-copia families SALIRE and Cotzilla populating the Beta vulgaris genome show remarkable differences in abundance, chromosomal distribution, and age. Chromosome Research. 18 (2): 247–63. doi:10.1007/s10577-009-9104-4. PMID 20039119.
14. ↑  Miguel, C (November 2008). Envelope-like retrotransposons in the plant kingdom: evidence of their presence in gymnosperms (Pinus pinaster). Journal of Molecular Evolution. 67 (5): 517–25. Bibcode:2008JMolE..67..517M. doi:10.1007/s00239-008-9168-3. PMID 18925379.
15. ↑  Bousios, A (30 апреля 2012). MASiVEdb: the Sirevirus Plant Retrotransposon Database. BMC Genomics. 13: 158. doi:10.1186/1471-2164-13-158. PMID 22545773.{{cite journal}}:  Википедия:Обслуживание CS1 (не помеченный открытым DOI) (ссылка)
16. ↑  Pélissier, T (November 1995). Athila, a new retroelement from Arabidopsis thaliana. Plant Molecular Biology. 29 (3): 441–52. doi:10.1007/bf00020976. PMID 8534844.
17. ↑  Wright, DA (June 1998). Potential retroviruses in plants: Tat1 is related to a group of Arabidopsis thaliana Ty3/gypsy retrotransposons that encode envelope-like proteins. Genetics. 149 (2): 703–15. doi:10.1093/genetics/149.2.703. PMID 9611185.
18. ↑  Wright, DA (January 2002). Athila4 of Arabidopsis and Calypso of soybean define a lineage of endogenous plant retroviruses. Genome Research. 12 (1): 122–31. doi:10.1101/gr.196001. PMID 11779837.
19. ↑  Wollrab, C (November 2012). Evolutionary reshuffling in the Errantivirus lineage Elbe within the Beta vulgaris genome. The Plant Journal. 72 (4): 636–51. doi:10.1111/j.1365-313x.2012.05107.x. PMID 22804913.
20. ↑  Marín, I (July 2000). Ty3/Gypsy retrotransposons: description of new Arabidopsis thaliana elements and evolutionary perspectives derived from comparative genomic data. Molecular Biology and Evolution. 17 (7): 1040–9. doi:10.1093/oxfordjournals.molbev.a026385. PMID 10889217.
21. ↑  Gorinsek, B (May 2004). Evolutionary genomics of chromoviruses in eukaryotes. Molecular Biology and Evolution. 21 (5): 781–98. doi:10.1093/molbev/msh057. PMID 14739248.
22. ↑  Novikova, O (8 апреля 2010). Evolutionary genomics revealed interkingdom distribution of Tcn1-like chromodomain-containing Gypsy LTR retrotransposons among fungi and plants. BMC Genomics. 11: 231. doi:10.1186/1471-2164-11-231. PMID 20377908.{{cite journal}}:  Википедия:Обслуживание CS1 (не помеченный открытым DOI) (ссылка)
23. ↑  Gao, X (March 2008). Chromodomains direct integration of retrotransposons to heterochromatin. Genome Research. 18 (3): 359–69. doi:10.1101/gr.7146408. PMID 18256242.
24. ↑  Neumann, P (3 марта 2011). Plant centromeric retrotransposons: a structural and cytogenetic perspective. Mobile DNA. 2 (1): 4. doi:10.1186/1759-8753-2-4. PMID 21371312.{{cite journal}}:  Википедия:Обслуживание CS1 (не помеченный открытым DOI) (ссылка)
25. ↑  Weber, B (1 марта 2013). Highly diverse chromoviruses of Beta vulgaris are classified by chromodomains and chromosomal integration. Mobile DNA. 4 (1): 8. doi:10.1186/1759-8753-4-8. PMID 23448600.{{cite journal}}:  Википедия:Обслуживание CS1 (не помеченный открытым DOI) (ссылка)
26. ↑  Macas, J (1 апреля 2007). Ogre elements--a distinct group of plant Ty3/gypsy-like retrotransposons. Gene. 390 (1–2): 108–16. doi:10.1016/j.gene.2006.08.007. PMID 17052864.
27. ↑  Neumann, P (October 2003). Highly abundant pea LTR retrotransposon Ogre is constitutively transcribed and partially spliced. Plant Molecular Biology. 53 (3): 399–410. CiteSeerX 10.1.1.551.7542. doi:10.1023/b:plan.0000006945.77043.ce. PMID 14750527.
28. ↑  Llorens. Encyclopedia of virology. — 2021. — С. 653–666. — ISBN 978-0-12-814516-6.
29. ↑  A unified classification system for eukaryotic transposable elements. Nat. Rev. Genet. 8 (12): 973–82. December 2007. doi:10.1038/nrg2165. PMID 17984973.
30. ↑  Witte, Claus-Peter Le, Quang Hien Bureau, Thomas Kumar, Amar (2001). Terminal-repeat retrotransposons in miniature (TRIM) are involved in restructuring plant genomes. Proceedings of the National Academy of Sciences of the United States of America. 98 (24). The National Academy of Sciences: 13778–13783. Bibcode:2001PNAS...9813778W. doi:10.1073/pnas.241341898. PMID 11717436. Архивировано 7 декабря 2023. Дата обращения: 21 августа 2022.{{cite journal}}:  Википедия:Обслуживание CS1 (множественные имена: authors list) (ссылка)
31. ↑  Antonius-Klemola, Kristiina (11 января 2006). TRIM retrotransposons occur in apple and are polymorphic between varieties but not sports. Theoretical and Applied Genetics. 112 (6): 999–1008. doi:10.1007/s00122-005-0203-0. ISSN 0040-5752. PMID 16404583. Архивировано 7 декабря 2023. Дата обращения: 21 августа 2022.
32. ↑  Gao, Dongying (29 октября 2014). Landscape and evolutionary dynamics of terminal-repeat retrotransposons in miniature (TRIMs) in 48 whole plant genomes. doi:10.1101/010850. Дата обращения: 3 октября 2020. {{cite journal}}: Cite journal требует |journal= (справка)
33. ↑  Kalendar, R. (11 апреля 2008). Cassandra retrotransposons carry independently transcribed 5S RNA. Proceedings of the National Academy of Sciences. 105 (15): 5833–5838. Bibcode:2008PNAS..105.5833K. doi:10.1073/pnas.0709698105. ISSN 0027-8424. PMID 18408163.
34. ↑  Maiwald, Sophie (3 октября 2020). The Cassandra retrotransposon landscape in sugar beet (Beta vulgaris) and related Amaranthaceae: Recombination and re-shuffling lead to a high structural variability. Annals of Botany (англ.). 127 (1): 91–109. doi:10.1093/aob/mcaa176. ISSN 0305-7364. PMID 33009553.